# Moore Peak
Der Moore Peak ist ein etwa 2500 m hoher Berggipfel auf der antarktischen Ross-Insel. Er ragt 2,6 km westsüdwestlich des Hauptgipfels von Mount Terror an dessen Westhang sowie 1,5 km südlich des Mount Sutherland auf.
Das Advisory Committee on Antarctic Names benannte ihn im Jahr 2000 auf Vorschlag des neuseeländischen Geochemiker Philip Raymond Kyle nach James A. Moore, Mitglied der Mannschaft des New Mexico Institute of Mining and Technology aus Socorro, New Mexico, die zwischen 1983 und 1986 in zwei antarktischen Sommerkampagnen am Mount Erebus tätig war.